# Смугасті котячі акули
Смугасті котячі акули (Proscylliidae) — родина акул ряду Кархариноподібні. Інша назва «псевдокотячі акули». Має 3 роди та 7 видів.

## Опис
Загальна довжина представників цієї родини коливається від 28 см до 1,2 м. Голова невелика порівняно з тулубом. Очі витягнуті на кшталт котячих. Рот порівняно невеликий, проте широкий. Зуби маленькі. Зябрових щілин — 5. Тулуб стрункий та кремезний. На спині є 2 невеличких плавця без шипів. Особливістю є те, що передній спинний плавець починається відразу за грудними плавцями. Налічує анальний плавець. Забарвлення сірувате або світло-коричневе зі смугами різної форми та різної кількості й кольору (зазвичай темніше за основний фон).

## Спосіб життя
Тримаються глибин до 50-73 м. Доволі повільні риби. Живляться дрібними рибами та безхребетними.
Це переважно яйцеживородні акули, лише деякі види є яйцекладними.

## Розповсюдження
Мешкає у північній частині Атлантичного океану та Індо-Тихоокеанському регіоні.

## Роди та види
- Рід Ctenacis  Compagno, 1973
  - Ctenacis fehlmanni  (Springer, 1968)
- Рід Eridacnis  Smith, 1913
  - Eridacnis barbouri  (Bigelow & Schroeder, 1944)
  - Eridacnis radcliffei  Smith, 1913
  - Eridacnis sinuans  (Smith, 1957)
- Рід Proscyllium  Hilgendorf, 1904
  - Proscyllium habereri  Hilgendorf, 1904
  - Proscyllium magnificum  Last & Vongpanich, 2004
  - Proscyllium venustum  (Tanaka, 1912)